# 25 kV-os villamos vontatás

Európa villamosítási rendszerei
A nagysebességű vonalak Franciaországban, Spanyolországban és Olaszországban 25 kV rendszerrel vannak villamosítva

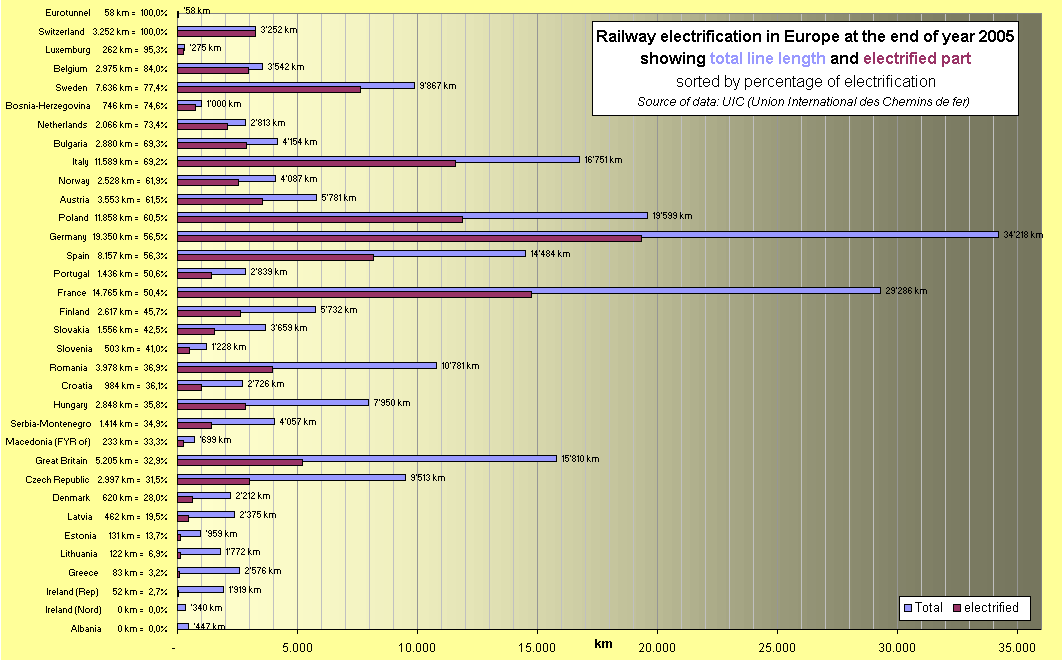
Villamosított vasutak aránya Európában

A világ vasútjain széles körben elterjedt a 25 kV-os ipari feszültségű váltakozó áramú vasúti vontatási rendszer, ugyanis ideális a nagy távolságú vagy intenzív forgalmat lebonyolító vasútvonalakhoz, különösen a nagysebességű vasutakhoz.
A vasutak ezt a vontatási rendszert a második világháborút megelőzően a Magyarországon, valamint és a németországi Fekete-erdő-vasútvonalon folytatott kísérletek után, az 1950-es években kezdték elterjedten alkalmazni. Az 50 Hz-es rendszert Kandó Kálmán dolgozta ki Magyarországon: a próbák 1922-től folytak, az első sikeres gyakorlati alkalmazása 1931-től a Budapest–Győr–Hegyeshalom vasútvonal villamosított üzeme volt (része a Budapest–Bécs útvonalnak). Kandó utat mutatott újításával, de Magyarországon kívül akkor nem mutatkozott érdeklődés a rendszerre.
Az egyenárammal (DC) szemben a váltakozó áramú (AC) ipari frekvenciás (50 Hz) rendszer tagadhatatlan előnyein túl,[pontosabban?] a 25 kV-os feszültség választásának alapja az energiaátvitel hatékonysága volt a költség függvényében.
Egy adott teljesítményszinten, a magasabb feszültség kisebb áramerősséget és általában a jobb hatásfok elérését teszi lehetővé, magasabb berendezési költségek mellett. Kiderült, hogy a 25 kV-os feszültség az optimális pont, ahol a (15-16 kV-hoz képest) még nagyobb feszültség továbbra is növeli a hatékonyságot, de nem növeli jelentősen a vonatkozó költségeket, amik a nagyobb védőtávolság és a nagyobb szigetelők miatt jelentkeznek.

## Áttekintés
A villamos vontatási rendszer bevezetését a szükségszerűen magasabb űrszelvényméret hátráltatta, ami elsősorban hidak és alagutak esetében okozott gondot.
A szabvány lassú terjedésének másik oka, hogy nem állt rendelkezésre megbízható higanygőz egyenirányító, amely megfelelt volna a mozdonyokhoz, mivel a vontatómotor egyenáramú volt, a táplálásához pedig a váltakozó áramot át kellett alakítani.
Vontatási célokra az egyenáramú motor a legkézenfekvőbb választás, hiszen a feszültség változtatásával szabályozható a sebesség, továbbá ideális a sebesség-nyomaték karakterisztikája, vagyis könnyebb és nehezebb terhet is körülbelül azonos sebességgel képes vontatni. Az egyenáramú motor a gerjesztés változtatásával könnyen szabályozható, a párhuzamos gerjesztőtekercs átkapcsolásával, vagy soros ellenállás értékének változtatásával.
Egyes vasúttársaságok váltakozó áramú villanymotorokat is alkalmaztak, változó sikerrel, mivel azok sebesség–nyomaték viszonya a vontatási célokat nem elégítette ki. A legfőbb gond a sebesség szabályozásának nehézségei voltak, ehhez ugyanis bonyolult és költséges frekvenciaváltókat kell alkalmazni.
Amíg a higanyos egyenirányítók működése még ideális körülmények között is nehézkesnek bizonyult, nem alkalmazhatták a vasúti vontatásban.
Az 1950-es években a problémát a félvezető egyenirányítók és a hozzá kapcsolódó technológiák kifejlesztése oldotta meg.
Az 1990-es években a nagysebességű vonatoknál elkezdtek könnyebb, alacsony karbantartási igényű háromfázisú AC indukciós motorokat alkalmazni. A Sinkanszen N700-as sorozat a motorok hajtásához az alábbi összetett átalakítót alkalmazza : 25 kV AC egyfázis → 1520 V AC (transzformátoron keresztül) → 3000 V DC fázis-vezérelt tirisztoros egyenirányítóval → maximum 2300 V AC háromfázisú feszültség, változtatható feszültségű és frekvenciájú inverterrel, melyet pulzus-szélesség modulált IGBTvel valósítanak meg. A rendszer visszafelé is működik, energia visszatápláló fékezésnél.
A vasutaikon a kis kapacitású 3 kV-os, illetve 1,5 kV-os egyenáramú rendszereket használó országok, mint például Franciaország, Oroszország, Dél-afrikai Köztársaság, Spanyolország, Olaszország, Belgium, Szlovákia és Hollandia az új nagysebességű vasútvonalaikat már a 25 kV váltakozó áramú rendszerrel építik, illetve építették meg.
Az Egyesült Királyságot és Franciaországot a tenger alatt összekötő Csatorna-alagútban futó vasútvonalon is a 25 kV 50 Hz rendszert használják.

## Történet

### Magyarországon
A Kandó Kálmán által tervezett vasútvillamosítás volt a világon az első nagyfeszültségű (16 000 V) hálózati frekvenciájú (50 Hz) villamosítás. A rendszert a villamosmozdonyok szerkezetével együtt Kandó dolgozta ki, több évtizedes külföldi tapasztalatai alapján. Ezzel ötven évvel megelőzte korát, mivel napjainkra általánossá vált az általa kifejlesztett rendszer alapelve.
A magyar szakemberek sikeres olaszországi működésének az 1915-ben bekövetkezett olasz–magyar hadiállapot vetett véget. A hazatért Kandó 1916-ban mint népfelkelő hadnagy a bécsi hadügyminisztériumban a vasutak szénellátásának előadója lett. A monarchia igen nehéz szénhelyzetének ismeretében megismételte az 1900-ban már felvetett javaslatát a gőzüzemű vasutak villamosítására. Rámutatott arra, hogy gazdaságos megoldás csak az országos energiagazdálkodás keretein belüli vasútvillamosítás lehet. Ehhez olyan rendszerre van szükség, amelyben a hálózati frekvenciájú egyfázisú váltakozó áram közvetlenül felhasználható a mozdonyon úgy, hogy a legegyszerűbb háromfázisú vontatómotor alkalmazható legyen. Így a vasút áramellátásához csak egy munkavezeték szükséges, és nem igényel sem önálló erőművet, sem veszteségforrást jelentő átalakító állomásokat.
Tanulmányának hatására a MÁV és a Ganz gyár kieszközölte Kandó felmentését a sorkatonai szolgálat alól, így ismét a Ganz gyár szolgálatába léphetett, és a Ganz Danubius műszaki-, majd vezérigazgatója lett. Ettől függetlenül azonnal hozzákezdett az új 50 Hz-es villamos vontatási rendszer alapelveinek kidolgozásához, 1922 után pedig vezérigazgatói állásáról lemondva a Ganz-féle Villamossági Rt. műszaki tanácsadójaként kizárólag villamos mozdonyok tervezésével és a Villamosmozdony Szerkesztési Osztály irányításával foglalkozott.
Az új rendszer elvi felépítésével egyidőben Kandó megalkotta az első fázisváltós mozdonyt is, a gyakorlatban bizonyítva, hogy lehet jó minőségben 50 periódusú villamos mozdonyt gyártani A kísérleti mozdony gyártása 1919-ben elkezdődött, de a vesztes világháborút követő politikai és gazdasági nehézségek miatt csak 1923-ban indult meg a próbaüzem a Nyugati pályaudvar és Alag közötti vonalszakaszon. A munkavezeték egyfázisúnak indult meg, 15 kV-os, 50 periódusú áramát a fázisváltónak elnevezett, új villamosgép alakította át háromfázisú 350 V és 650 V közötti feszültségű árammá a két hajtómotor számára. A négy sebességfokozat beállítása a motorok kaszkád-, illetve párhuzamos kapcsolásával, az indítás és a gyorsítás folyadékellenállás segítségével történt. A motorok a hajtókerék-párokhoz csuklós hajtókeretes hajtóművel kapcsolódtak. Az alapos, három évi próbaüzem igazolta az elgondolás helyességét, de a tapasztalatok alapján a mozdonyt a futómű és az általános elrendezés meghagyásával átszerkesztették, egyes szerkezeti elemeit tökéletesítették. Az átalakítás szerkesztési és gyártási munkáit
Manndorff Béla, a szerelést Perczel Ákos mérnökök irányították.

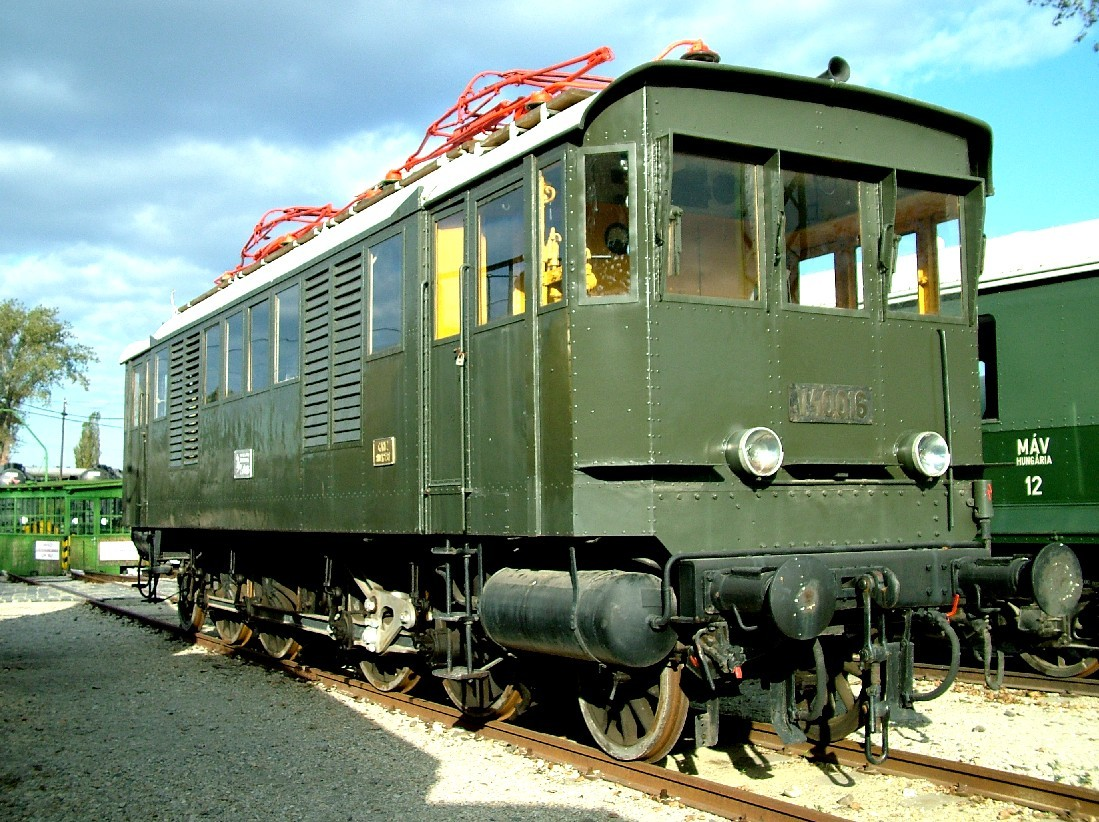
MÁV V40

Előbbi volt a próbamenetek vezetője is. Az átalakított mozdonnyal 1928-ban folytatódott a próbaüzem, amelynek során egy alkalommal a sors különös játékából az átalakított mozdony menetrendi szerepet kapott. 1928. november 6-án a kora esti órákban Alagon kisiklott a menetrend szerinti személyvonat gőzmozdonya. Más megoldás nem lévén, Alagról a kísérleti villamos mozdony hozta be a vonatot a Nyugati pályaudvarra. Talán a gondviselés így akarta Kandót előre megjutalmazni, tudva azt, hogy nem érheti meg fő műve elkészültét. Az átalakított fázisváltós próbamozdony minden szempontból bebizonyította, hogy Kandó rendszere alkalmas nagyvasúti forgalomra.
A végleges konstrukció négypólusú lett, közvetett vízhűtésű forgórésszel. Állórésze olajjal teli térben volt, amelyet egy bakelithenger választott el a forgórésztől. Az állórész szekunder tekercselése 850 V és 1300 V között változtatható feszültségen három-, négy- vagy hatfázisú áramot szolgáltatott egységnyi primeroldali teljesítménytényező mellett. Az indításhoz szükséges kétfázisú, rövidre zárt forgórészű indukciós motor és a gerjesztőgép egybe volt építve a fázisváltóval. Az egyetlen, több mint 18 tonna súlyú többfázisú, csúszógyűrűs aszinkron hajtómotor Kandó-féle csuklós, keretes hajtóművel csatlakozott a hajtott kerékpárokhoz. A motor forgórészén két egymástól független pólusátkapcsolásos tekercselés volt, az állórész önmagában zárt tekercselése 48 kivezetéssel a motor teljesítménymérője által vezérelt folyadékellenálláshoz csatlakozott.
A fázisváltós rendszer létrehozását fáradságot nem spórolva eredményesen támogatta Verebélÿ László, aki a MÁV Vasútvillamosítási Osztály vezetőjeként már 1919-ben megfogalmazott tanulmányában erőteljesen támogatta Kandó elképzelését.

### A világban
Az 1920-as évek első felében az olaszországi Saronno-i mozdonygyár megrendelésére – Kandó tervei alapján – a Ganz gyár két háromfázisú mozdonyt készített. Egyik hajtóművét még a régi Kandó-féle háromszöggel gyártották, a másiknál azonban már a csuklós, Kandó-keretes új hajtóművet alkalmazva azt sikeresen kipróbálták. Ezt a megoldást ismételte meg Kandó 1926-ban is a két Paris-Orleans vonalra rendelt 4000 LE-s egyenáramú gyorsvonati mozdonyon, amelyek akkor Európa legnagyobb egyenáramú lokomotívjai voltak.
Az újítást alkalmazó első külföldi vonal a francia SNCF-é volt 1951 ben. Aix-les-Bains és La Roche-sur-Foron között közlekedett Dél-Franciaországban. Kezdetben 20 kV feszültséggel, de később átépítették 25 kV-ra 1953-ban. A 25 kV rendszer lett később a Francia szabvány, ám mivel Párizs környékén számottevő hosszon 1500 V DC volt már kiépítve, az SNCF folytatta ennek kiépítését is az új létesítéseknél, mígnem kifejlesztették a többáramnemű gépeket az 1960-as években.

## A villamos vontatás előnyei a gőzvontatással szemben
- A villamos vontatás összhatásfoka lényegesen nagyobb a gőzvontatásénál.
- A gőzüzemmel szemben a villamos üzem nagyobb teljesítőképességű.
- A szén- és vízvételezés ideje megtakarítható.
- A nagy teljesítményű villamosmozdonyok révén a vonatok átlagos tömege és sebessége a pálya átépítése nélkül is növelhető.
- Az alagutak szellőzése a villamos vontatásnál kedvezőbb.
- A villamosmozdony gazdaságosabb üzemű a gőzmozdonyénál, mert számos olyan veszteség nem jelentkezik, amely a gőzmozdonynál elháríthatatlan (begyújtás, ácsorgás, fűtőházban való gőztartás miatti szénfogyasztás).
- A számos vízi erőművel rendelkező országok (pl.: Svájc, Norvégia) a külföldtől való függőségét is csökkenti.
- Nincs káros anyag kibocsájtás.

## Hátrányok
A vontatási 25 kV-os váltakozó áramú rendszer egyfázisú rendszer, amely a háromfázisú villamos hálózatot aszimmetrikusan terheli, és ez zavarokat okozhat a többi fogyasztónál. Ez áthidalható teherelosztó állomások kiépítésével, vagy a terhelés csökkentésével zavar esetén. Ez a rendszer nincs elszigetelve az országos villamosenergia-hálózattól, mint más rendszerek. Régebbi mozdonyok vagy az újabb mozdonyok energia visszatápláló fékezése zavart okoz a hálózatban. Nem feltétlenül gazdaságos kiszűrni a zajt a hálózatból, ez pedig ahhoz vezetett, hogy egyes országokban tilos a visszatápláló fékezést alkalmazni.
A nagyfeszültségű felsővezetéknek nagyobb a helyszükséglete, amikor a sínpálya hidak alatt vagy alagútban fut.
A rövidzárlat elkerülése érdekében óvakodni kell a nedvességtől. Olyan időjárási körülmények mint például az ónos eső vagy az intenzív havazás meghibásodást, a vezeték leszakadását okozhatja. Hasonló történt 2009 decemberében, amikor négy Eurostar vonat hibásodott meg a Csalagútban.

## Táplálási rendszerek
A villamos energiát az erőművekből a vonali alállomásokra továbbítják 400 kV vagy 120kV feszültségű, háromfázisú távvezetékeken keresztül. Különböző országok különböző feszültségértékeket alkalmaznak.
Az alállomásokon a háromfázisú tápvezeték két fázisához egy feszültségcsökkentő transzformátor csatlakozik, amely a feszültséget 25 kV szintre alakítja. Ezzel táplálják a vasútvonalak mellett futó vontatási hálózatot, ahol a teherelosztás és a szabályzás is történik.

## Szabványosítás
A vontatási rendszer, mely 25 kV, 50 Hz AC nemzetközi szabvánnyá vált. Két fő szabvány van mely a feszültség értékeket definiálja:
- EN 50163 - "Vasúti alkalmazások. A vontatási rendszerek tápfeszültségei" (legfrissebb magyar nyelvű változata: MSZ EN 50163:2013)
- IEC 60850 - "Railway Applications. Supply voltages of traction systems"

| Vontatási rendszer  | Legalacsonyabb nem állandó feszültség | Legalacsonyabb állandó feszültség | Névleges feszültség | Legmagasabb állandó feszültség | Legmagasabb nem állandó feszültség |
| ------------------- | ------------------------------------- | --------------------------------- | ------------------- | ------------------------------ | ---------------------------------- |
| 25 000 V, AC, 50 Hz | 17 500 V                              | 19 000 V                          | 25 000 V            | 27 500 V                       | 29 000 V                           |

Ez a rendszer most már része az Európai Unió Transz-Európai vasút átjárhatósági szabványainak. (1996/48/EC "Interoperability of the Trans-European high-speed rail system" and 2001/16/EC "Interoperability of the Trans-European Conventional rail system").

## Változatok

### 25 kV AC 60 Hz
Országokban ahol a hálózati frekvencia 60 Hz, ott 25 kV 60 Hz-et alkalmaznak a vasutaknál is:
- Az Amerikai Egyesült Államokban, az északkeleti InterCity vonalak újabb villamosított vonalrészei, a Northeast Corridor és a "New Jersey Transit" vonal.
- Nyugat-Japánban, a Sinkanszen vonalakon (1435 mm nyomtáv) 60 Hz használnak, míg a keleti részeken 50 Hz az elterjedt.
- Kanadában a Deux-Montagnes vonalon.
- Pakisztánban a Pakisztáni Vasúton (1676 mm nyomtáv).
- Dél-Koreában és Tajvanon Tajvani nagysebességű vasúton (mindkettő az 1435 mm-es nyomtávot alkalmazza).

### 6,25 kV AC
A korai 50 Hz AC villamos vontatás Angliában 6,25 kV AC használt ott, ahol kevés hely volt hidak alatt, vagy alagútban. A járművek kétáramneműek voltak, automatikus átkapcsolással a 25 kV és a 6,25 kV között. A 6,25 kV részeket átépítették 25 kV AC-ra a kutatómunka eredményeit látva. Demonstrálták, hogy a földelt és a feszültség alatt lévő berendezések közötti távolság kisebb is lehet, mint ahogy először szükségesnek gondolták.
A kutatást egy gőzmozdonnyal végezték egy híd alatt Crewe-ben. A 25 kV-os felsővezetéket lassan egyre feljebb emelték a földelt hídszerkezet közelébe, amíg ki nem került a mozdony füstjéből. Azt a távolságot, ahol még nem történt ívkisülés, megmérték és később tervezési alapnak vették a további védőtávolságok kijelölésénél.

### 50 kV AC
Esetenként a 25 kV duplázható 50 kV-ra a nagyobb teljesítmény és alállomási távolságok megnövelése érdekében. Az ilyen vonalakat általában elszigetelik más vonalaktól. Ilyen vonalak például:
- A Black Mesa and Lake Powell Railroad, ami egy elszigetelt bányavasút volt. (60 Hz)
- A Tumbler Ridge egy hálózat része a BC Rail. (60 Hz)
- A Sishen–Saldanha vasércszállító vasút. (50 Hz)
- Hazánkban 2×25 kV 50 Hz rendszerben üzemel a 30-as-60-as és 41-es menetrendi mezőkkel jelölt vasútvonalak Szabadbattyán és Kapospula, valamint a 29-es vonal Szabadbattyán és Balatonfüred közötti szakasza. A 2×25 kV-os rendszer nem keverendő össze azonban az 50 kV-os üzemmel. A felsővezeték és a sín közötti feszültségkülönbség ebben a rendszerben továbbra is 25 kV.[2]

### Növelt feszültségű
A TGV sebesség világrekordját Franciaországban állították fel. A kísérlet során a feszültséget átmenetileg megnövelték 29,5 kV és 31 kV-ra bizonyos időközönként.

### 25 kV keskeny nyomtávú vonalak
- Tajvanon 60 Hz.
- Tunéziában 50 Hz.
- Új-Zélandon:
- Perth, Ausztráliában a teljes városi vasúthálózat.
- Queensland, Ausztráliában: 50 Hz.

## Többáramnemű mozdonyok és vonatok
Vannak olyan mozdonyok pl. Európában melyek többféle feszültséggel is képesek működni, pl 3 kV vagy 25 kV. Ez akár négy különböző rendszer is lehet.